# Passiebloemfamilie
De passiebloemfamilie (Passifloraceae) is een familie van bloeiende planten. Het is een middelgrote familie met honderden soorten: bomen, struiken, lianen en klimplanten. Deze horen meestal in tropische gebieden thuis.
De familie ontleent zowel haar wetenschappelijke als Nederlandse naam aan de passiebloem (Passiflora), ook het soortrijkste geslacht in de familie: het bevat ruim 500 soorten. Dit omvat Passiflora edulis forma edulis, van de bekende paarse passievruchten, alsook tuinplanten als Passiflora caerulea.

## Taxonomie
Het Cronquistsysteem (1981) plaatste de familie in de orde Violales, maar modernere classificaties zoals APG II (2003) plaatsen de familie in de orde Malpighiales. In APG II heeft de familie twee toegestane omschrijvingen, namelijk inclusief de planten die anders de families Malesherbiaceae en Turneraceae (een omschrijving sensu lato) of exclusief deze planten, dus in een traditionele omschrijving (sensu stricto). In dat laatste geval zullen de volgende geslachten tot de familie horen, met honderden soorten:
- Adenia
- Ancistrothyrsus
- Androsiphonia
- Barteria
- Basananthe
- Crossostemma
- Deidamia
- Dilkea
- Efulensia
- Hollrungia - Hollrungia aurantioides
- Mitostemma
- Paropsia
- Paropsiopsis
- Passiflora
- Schlechterina
- Smeathmannia
- Tetrapathea - Tetrapathea tetrandra, synoniem: Passiflora tetrandra
- Tryphostemma
- Viridivia